# 로렌시아 연대기

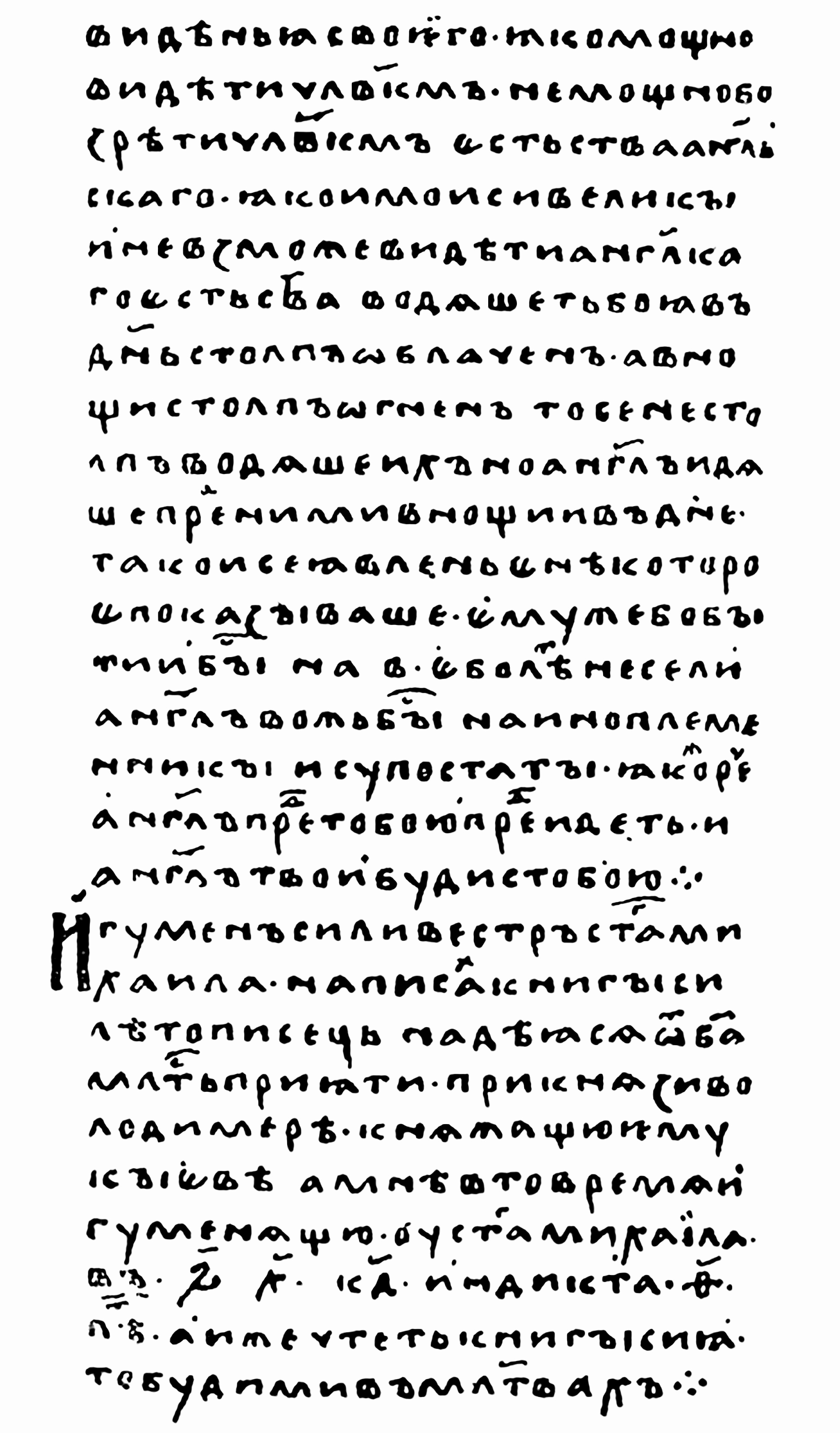

《로렌시아 연대기》(러시아어: Лаврентьевский летопись)는 러시아 북부(블라디미르-수즈달)에서 일어났던 사건들을 기록한 연대기이다.